# أندرسون دبليو. أتكينسون
أندرسون دبليو. أتكينسون (بالإنجليزية: Anderson W. Atkinson)‏ هو ضابط أمريكي، ولد في 1923، وتوفي في 30 مارس 1992.